# Трач Анастасія Сергіївна
Анастасія Сергі́ївна Трач (нар. 15 листопада 1988, Дніпропетровськ, Українська РСР) — українська волейболістка, діагональний нападник.

## Із біографії
Разом з сестрою Ольгою почала займатися волейболом у третьому класі. Перший тренер — Борис Петрович Степанов (ДЮСШОР № 1 Дніпропетровська).

## Клуби
| Роки      | Команди                             |
| --------- | ----------------------------------- |
| 2003—2006 | «Академія-Дніпро» (Дніпропетровськ) |
| 2007—2009 | «Сєвєродончанка»                    |
| 2009—2010 | «Іскра» (Луганськ)                  |
| 2010—2011 | «Сєвєродончанка»                    |
| 2011—2012 | «Черкезкей» (Текірдаг)              |
| 2012—2013 | «Малтепе» (Стамбул)                 |
| 2012—2013 | «П'ятра-Нямц»                       |
| 2013—2014 | «Іртиш-Казхром» (Павлодар)          |
| 2014—2015 | «Спішська Нова Весь»                |
| 2015—2017 | «Страбаг» (Братислава)              |
| 2017—2018 | «Політехніка» (Гливіце)             |
| 2017—2018 | «Петро Джазз Ангелз»                |
| 2019—2020 | КСЗО (Островець-Свентокшиський)     |
| 2020—2021 | ВТС (Пезінок)                       |

## Досягнення
- Чемпіон України (1): 2009
- Володар кубка України (1): 2009
- Володар кубка Словаччини (1): 2020

## Статистика
Статистика виступів в єврокубках:
| Сезон   | Клуб                   | Турнір        | Ігри | Сети | Очки | Ср. | Примітки |
| ------- | ---------------------- | ------------- | ---- | ---- | ---- | --- | -------- |
| 2008/09 | «Сєвєродончанка»       | Кубок виклику |      |      |      |     |          |
| 2016/17 | «Страбаг» (Братислава) | Кубок виклику | 2    | 7    | 21   | 3   | [ 2 ]    |
| 2019/20 | ВТС (Пезінок)          | Кубок виклику | 2    | 5    | 14   | 2,8 | [ 3 ]    |